# جبار العالی
شهر جبار العالی (به عربی: جبار العالی) در استان احمدی در کشور کویت واقع شده‌است. جمعیت این شهر ۳۰٫۹۷۶ نفر است.